# Eleonor Bruno
Eleonor Bruno Xavier (Niterói, 6 de outubro de 1913 — Rio de Janeiro, 24 de dezembro de 2004) foi uma atriz e cantora brasileira. Começou a carreira como cantora de rádio em 1930, estreando como atriz em 1940 no teatro, onde fez uma sólida carreira.

## Biografia
Filha de pais imigrantes italianos, foi mãe da também atriz Nicette Bruno. Começou sua carreira em 1930 cantando em rádios e espetáculos do Cassino Copacabana Palace. Como atriz trabalhou em vários filmes, entre eles Dona Violante Miranda, A Marcha e O Menino Arco-Íris. Em teatro fez vários espetáculos, como Dorotéia, Week-End, Dona Rosita a Solteira, Prisioneiro da Quinta Avenida, O Efeito dos Raios Gama nas Margaridas do Campo, com direção de Antonio Abujamra, entre outros. Também fez as novelas Papai Coração (1976), Um Dia, O Amor (1975), A Volta de Beto Rockfeller (1973), O Preço de um Homem (1971) e Beto Rockfeller (1968).
Eleonor (conhecida como Nonoca pelos íntimos) conheceu Nelson Rodrigues em 1948, quando levava a filha Nicette, então com 15 anos, para o Teatro Phoenix, no Rio. A filha estreava como atriz, e Eleonor ia levá-la ao teatro e ficar de olho nela. Mal sabia que era ela quem seria alvo do olhar do próprio Nelson. Tiveram um romance que durou dois anos. Para ela, Nelson escreveu a peça Doroteia, que estreou no mesmo Teatro Phoenix, em 7 de março de 1950. Como Nelson era casado, o romance entre os dois minguou. Na biografia do dramaturgo, Ruy Castro descreve Eleonor Bruno como "um bijou, um biscuit: pequenina, cabelos castanhos claros, cheinha de corpo, tímida e - o que deve ter tocado uma nota plangente nos músculos cardíacos de Nelson - soprano lírico".
Em 2002 e 2004, sua neta Beth Goulart interpretou a peça Doroteia Minha, baseada nas cartas de amor trocadas entre sua avó e Nelson Rodrigues. Eleonor Bruno atuou até 1999. Depois de quase um mês internada, faleceu aos 91 anos em 24 de dezembro de 2004 de insuficiência respiratória, ela também sofria de Alzheimer. A atriz também foi avó de Bárbara Bruno e Paulo Goulart Filho. Em 2012, sua bisneta Vanessa Goulart a interpretou na minissérie Dercy de verdade.

## Teatro
| Ano     | Espetáculo                                     |
| ------- | ---------------------------------------------- |
| 1940    | Copacabana Royalle                             |
| 1942    | Sinuca                                         |
| 1943    | Meu Bijou                                      |
| 1945    | La Bohéme                                      |
| 1947    | Já é Manhã no Mar                              |
| 1948    | Amada Amante                                   |
| 1950-53 | Dorotéia                                       |
| 1954    | Week-End                                       |
| 1955-57 | A Hora Proibida                                |
| 1958-60 | Dona Rosita: a Solteira                        |
| 1961    | Aquele Amor                                    |
| 1962    | Aumenta o Volume                               |
| 1963    | Próxima Quadra                                 |
| 1964-67 | Prisioneiro da Quinta Avenida                  |
| 1970    | Violeta                                        |
| 1974    | Efeitos dos Raios Gama nas Margaridas do Campo |
| 1977    | O Diário de Anne Frank                         |
| 1979    | Marfim                                         |
| 1986    | Trair e Coçar é só Começar                     |
| 1999    | Meia Volta                                     |

## Filmografia

### Cinema
| Ano  | Cinema                | Personagem |
| ---- | --------------------- | ---------- |
| 1960 | Dona Violante Miranda | Santinha   |
| 1972 | A Marcha              |            |

### Televisão
| Ano     | Título                       | Personagem                        | Emissora   |
| ------- | ---------------------------- | --------------------------------- | ---------- |
| 1954    | Grande Teatro Tupi           | Vários Personagens                | Rede Tupi  |
| 1955-58 | TV de Vanguarda              | Vários personagens                | Rede Tupi  |
| 1968    | Beto Rockfeller              | Rosa                              | Rede Tupi  |
| 1969    | João Juca Jr.                | Dona Lola                         | Rede Tupi  |
| 1970    | A Gordinha                   | Eleonor                           | Rede Tupi  |
| 1970    | Toninho on the Rocks         | Rosicler                          | Rede Tupi  |
| 1971    | O Preço de um Homem          | Sofia                             | Rede Tupi  |
| 1972    | Bel Amy                      | Vanda                             | Rede Tupi  |
| 1972    | Uma Rosa com Amor            | Catarina Rosa Batateira           | Rede Globo |
| 1973    | As Divinas... e Maravilhosas | Madame Elisa Mourão (Madame Lisa) | Rede Tupi  |
| 1973    | A Volta de Beto Rockfeller   | Rosa                              | Rede Tupi  |
| 1975    | Um dia, o Amor               | Emília                            | Rede Tupi  |
| 1976    | Papai Coração                | Madre Arcanja                     | Rede Tupi  |
| 1984    | Anarquistas, Graças a Deus   | Zora                              | Rede Globo |